# Colon barnevillei
Colon barnevillei är en skalbaggsart som beskrevs av Ernst Gustav Kraatz 1858. Colon barnevillei ingår i släktet Colon, och familjen mycelbaggar. Arten är reproducerande i Sverige.